# Stenetrium saldanha
Stenetrium saldanha är en kräftdjursart som beskrevs av Barnard 1920. Stenetrium saldanha ingår i släktet Stenetrium och familjen Stenetriidae. Inga underarter finns listade i Catalogue of Life.